# Een speeldoos

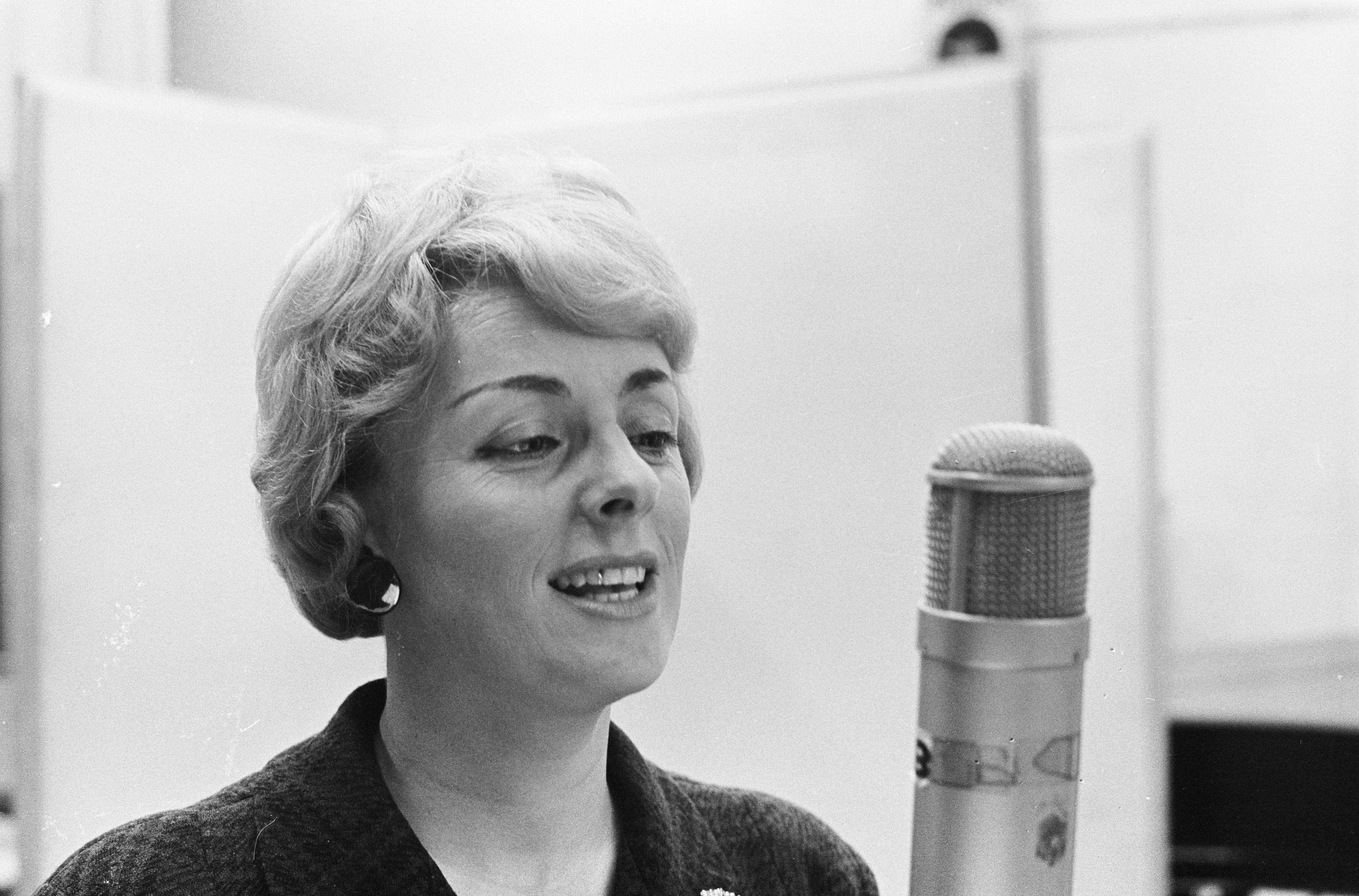
Annie Palmen

"Een speeldoos" ("Uma caixa de música") foi a canção neerlandesa no Festival Eurovisão da Canção 1963 que teve lugar em Londres a 23 de março de 1963.
A referida canção foi interpretada em neerlandês por Annie Palmen. Foi a segunda canção a ser interpretada na noite do festival, a seguir à canção britânica "Say Wonderful Things", interpretada por Ronnie Carroll e antes da canção alemã  "Marcel", interpretada por Heidi Brühl. Pela segunda vez consecutiva, os Países Baixos não conseguiram obter qualquer ponto (0 pontos)- Terminou em último lugar (13.º lugar, empatada comn as canções da Finlândia, Noruega e Suécia) No ano seguinte, os Países Baixos seriam representados por Anneke Grönloh que interpretou o tema "Jij bent mijn leven".

## Autores
- Letrista: Pieter Goemans
- Compositor: Pieter Goemans
- Orquestrador: Eric Robinson

## Letra
A canção descreve o romance entre um pastor e uma pastora - ambos são figuras numa caixa de música. Palmen explica que, mesmo quando a música foi tocada, a dupla não podia se mover mais perto um do outro. Após a intervenção sobrenatural de " fada ", os dois tornaram-se num casal.